# Henry Nathaniel Andrews
Pour les articles homonymes, voir Henry Andrews et Andrews.
Henry Nathaniel Andrews est un paléobotaniste américain, né le 15 juin 1910 à Melrose dans le Massachusetts et mort le 3 mars 2002 à Concord dans le New Hampshire.

## Biographie
Henry Nathaniel Andrews est le fils d’Henry Nathaniel Andrews et de Florence née Hollings. Après des études à la Melrose High School, il obtient son Bachelor of Sciences en biologie au Massachusetts Institute of Technology en 1934. Il étudie les plantes et la paléontologie auprès de Ray Ethan Torrey (1887-1956) à l’université du Massachusetts puis de Edgar Shannon Anderson (1897-1969). Celui-ci lui permet d’étudier à la Washington University de Saint-Louis (Missouri). Dans cette université, il obtient son Master of Sciences en 1937 et son Ph. D. en 1939 sous la direction de Robert Everard Woodson (1904-1963). À cette époque, il étudie également à l’université de Cambridge sous Hugh Hamshaw Thomas (1885-1962) et fréquente le Muséum d'histoire naturelle de Londres. Il se marie avec Elisabeth Claude Ham le 12 juillet 1939. L’année suivante, il commence à enseigner la botanique à l’école Henry Shaw de l’université Washington. Il participe également au Jardin botanique du Missouri comme paléobotaniste de 1947 à 1964. Il devient le doyen du département de botanique de l’université et est membre du bureau de recherche géologique du gouvernement américain.
Andrews quitte Saint-Louis en 1964 pour l’université du Connecticut où il dirige, jusqu’en 1967, le département de botanique puis celui le groupe des sciences systématiques et environnementales qu’il dirige jusqu’en 1970. Il prend sa retraite en 1975 et devient membre, la même année, de la National Academy of Sciences.
Il se consacre principalement à l’étude des flores du carbonifère et du dévonien. Parmi ses nombreuses publications, il faut citer The Fossil Hunters (1980), avec Patricia G. Gensel (1944-) Plant Life in the Devonian (1984). Il contribue à la partie sur les fougères fossiles du Traité de Paléobotanique de Edouard Léon François Boureau (1913-1999).
Andrews est membre de diverses sociétés savantes dont la Botanical Society of America, de la Geological Society of America, de l’American Association for the Advancement of Science, du Torrey Botanical Club, etc.

## Source
- (en) Notice nécrologique de Patricia Gensel parue dans Plant Science Bulletin, 48 (2) - Summer 2002